# Алтаев, Шаукат Алтаевич
Шаукат Алтаевич Алтаев (5 января 1927 года, аул Исабай  Житикаринского района Костанайской области — 2008) — учёный, доктор технических наук (1973), академик АН Казахстана (1994).

## Биография
Родился 5 января 1927 года в п. Денисовка Кустанайской области.
Окончил горно-металлургический институт (1950) и аспирантуру при Институте горного дела Академии Наук Казахской ССР (1954, с защитой кандидатской диссертации на тему «Исследование методов разработки тонких пластов применительно к условиям Карагандинского бассейна»).
Направлен на работу в Карагандинскую область.
В 1976—1981 годах заместитель директора Института горного дела. С 1981 года заведующий лабораторией этого института. Под его руководством в горной промышленности Казахстана освоены методы геотехнологии — нового направления, дающего возможность снижения себестоимости добычи руды в два раза. Алтаев заложил основы научно-технического использования полезных ископаемых путём вторичной добычи оставшихся запасов.
Награждён орденом «Құрмет», медалями: «Пятьдесят лет Победы в Великой Отечественной войне 1941—1945 гг.», «Почетный шахтер», «Изобретатель СССР», «Ветеран труда», «За доблестный труд», бронзовая медаль ВДНХ СССР, нагрудный знак «Кенші даңқы» второй и третьей степени и др.
Умер в 2008 г.
Имя учёного присвоено Лаборатории специальных методов разработки недр Института горного дела им. Д. А. Кунаева.

## Личная жизнь
Сын — Алтаев Аскар Шаукатович (1956-2021) - профессор исторических наук
Внук — Алтаев Санжар Аскарович , бизнесмен и блогер
Правнуки : Рахима , Акбар , Жангир
Брат — Алтаев Искандер Алтаевич ( 1913-?) Ветеран Великой Отечественной Войны
Племянник — Алтаев Нурлан Искандирович ( 1947-2022) бывший руководитель АО НК «Қазақстан Темір Жолы» в России
Племянник — Алтаев Тимурлан Искандирович ( 1959-2019) член Общественный палаты энергоэффективности и ресурсосбережения РК

## Сочинения
- Создание и применение горного оборудования из пластмасс в Карагандинском бассейне, А., 1977;
- Эффективность разработки пластов в сложных условиях Карагандинского бассейна, А., 1978 (в соавторстве с Ш. А. Балгожиным)[1];
- Нефтебитуминозные породы. Техника и технология добычи и транспортирования, А., 1987;
- Смолоинъекционное упрочнение горных пород при подземной разработке крепких руд, А., 1997;
- Геотехнологические методы разработки рудных месторождений, А., 1997.